# Itogon
Itogon is een gemeente in de Filipijnse provincie Benguet op het eiland Luzon. Bij de laatste census in 2007 had de gemeente bijna 49 duizend inwoners.

## Geografie

### Bestuurlijke indeling
Itogon is onderverdeeld in de volgende 9 barangays:
- Ampucao
- Dalupirip
- Gumatdang
- Loacan
- Poblacion
- Tinongdan
- Tuding
- Ucab
- Virac

## Demografie
Itogon had bij de census van 2007 een inwoneraantal van 48.778 mensen. Dit zijn 2.073 mensen (4,4%) meer dan bij de vorige census van 2000. De gemiddelde jaarlijkse groei komt daarmee uit op 0,60%, hetgeen lager is dan het landelijk jaarlijks gemiddelde over deze periode (2,04%). Vergeleken met de census van 1995 is het aantal mensen met 997 (2,1%) toegenomen.

De bevolkingsdichtheid van Itogon was ten tijde van de laatste census, met 48.778 inwoners op 450 km², 108,4 mensen per km².